# Walla Walla Egyetem
A Walla Walla Egyetem az USA Washington államának College Place városában található adventista magánegyetem. Az 1892-ben alapított intézmény rektora John K. McVay.

## Története
Az 1887-ben a Hetednapi Adventista Egyház oktatási titkárának kinevezett W. W. Prescott észrevette, hogy az adventista iskolák nem képesek hosszabb távon sikeresek maradni, így 1890-ben az oregoni intézmények összevonása mellett döntött. A Walla Walla Főiskola 1892. december 7-én nyílt meg; első rektora Prescott volt, aki két másik iskola vezetői posztját is betöltötte, így feladatait leendő utódja, Edward A. Sutherland látta el.
A hat oktatóval és 101 hallgatóval megnyílt intézmény általános iskolától a főiskola második évfolyamáig fogadott diákokat; székhelye a négy szintes adminisztrációs épület volt, amelynél szem előtt tartották, hogy Walla Walla minden pontjáról látható legyen. Sutherland Ellen G. White egyházalapító útmutatásait követve bevezette a kizárólag vegetáriánus étrendet, valamint a hallgatók körében szorgalmazta a fizikai munkát; ennek köszönhetően az iskola a fenntartáshoz elégséges bevételhez jutott. Az első évfolyam (három fő) 1896-ban ballagott el.
1895-ben az adventista intézmények közül misék idején itt játszottak először rézfúvós hangszereken. 1899-ben megnyílt az iskolai pékség, 1901-ben pedig az intézmény főiskolai rangot kapott. 1905-ben elindult az első négyéves képzés; az első, alapképzésben részt vevő hallgató 1909-ben kapott diplomát. Szintén 1909-ben az iskola kifizette minden tartozását, azonban 1910-ben az iskola generátora leégett. 1911-ben Ernest Kellogg lett a rektor; regnálása alatt az általános és középiskolai képzéseket külön épületbe költöztették, kiadták az első iskolaújságot, valamint létrehozták az öregdiák-szövetséget. Az 1917-ben nyugdíjba vonult Kellogg a menza névadója.
1919-ben az adminisztrációs épület legfelső szintje leégett. Az 1920-as években a főiskolai képzés első két évfolyama, valamint a tanárképzés akkreditációt szerzett, azonban a teljes képzés akkreditációját az egyház megakadályozta; az elismerésre végül 1935-ben került sor. Az általános és középiskolai képzés különválasztását követően a Walla Walla a világ legnagyobb adventista felsőoktatási intézménye lett, azonban az egyházzal való nézeteltérés miatt 1938-ban számos oktatót eltávolítottak, a rektor pedig lemondott.
Az auditórium 1939-ben, a reptér pedig 1942-ben nyílt meg. 1944-ben átadták a könyvtárat, 1947-ben pedig a fiúkollégiumot. 1947-ben elindult a mérnöki képzés, valamint a portlandi ápolóképzés is. 1948-tól biológia, 1950-től pedig tanári szakon is zajlott mesterképzés. 1954-ben megnyílt az Anacortes közeli campus. 1950-re a hallgatószám elérte az 1300 főt.
1962-ben megépült a templom, 1963-ban pedig a KGTS rádióadó megkezdte sugárzását. Az intézményben belüli szabadság nőtt: a női hallgatókkal szembeni öltözködési szabályok lazultak, valamint egy fekete bőrű főállású oktatót is alkalmaztak. 1971-ben a mérnöki intézet akkreditációt szerzett.
Az 1970-es években az iskola pénzügyi gondokkal küzdött, emellett a lánykollégium és az auditórium is leégett. Az intézmény az öregdiákokhoz fordult segítségért, és létrehoztak egy támogatási alapot. A társadalmi munka intézete 1987-ben nyílt meg.
A korábbi adminisztrációs épületet 2000-ben lebontották; helyén az eredetire emlékeztető létesítmény jött létre. Az intézmény 2007-ben egyetemmé alakult.

## Kampuszok

#### College Place
Az 1892-ben megnyílt campus legrégebbi épülete az 1920-ban emelt templom, amely ma színházként üzemel. Itt található a légügyi képzés repülőtere, valamint a KGTS rádióadó stúdiói is.

#### Portland
A portlandi adventista kórház mellett található campus az Ápolóképző Intézet harmad- és negyedéves hallgatóinak gyakorlati helye. A képzési helyen egy kollégium (Hansen) is található.

#### Rosario Beach
Az Anacortes mellett található, 1954-ben megvásárolt területen a Biológiai Tanszék képzései folynak: nyaranta biológiai, tengerbiológiai és búvárkodási kurzusok indulnak.

#### Montana
Montana államban kettő telephely is található: a missoulai 1997-ben, a billingsi pedig 2001-ben nyílt meg.

## Oktatás
Az intézményt a Főiskolák és Egyetemek Északnyugati Bizottsága, valamint az Adventista Akkreditációs Szövetség akkreditálta.
Az intézmény három szinten (felsőoktatási szakképzés, alapképzés és mesterképzés) folytat oktatást; a zenei tanszék volt az egyik első, amely alapképzési szakot kínált.

## Hallgatói önkormányzat
Az 1914-ben Collegiate Association néven alapított hallgatói önkormányzat 1922-ben felvette az Associated Students of Walla Walla College, 2007-ben pedig az Associated Students of Walla Walla University nevet. A szervezet felel az egyetemi évkönyvért (1915-tól Western Collegian, 1917-től pedig Mountain Ash), az 1916 óta kiadott iskolaújságért (The Collegian), valamint az oktatókat és hallgatókat tartalmazó, 1954 óta megjelenő The Mask című kiadványért.
Az 1927-ben alapított Omicron Pi Sigma (a kollégiumi férficsoport) sportmérkőzésekért, az 1928-ban alapított Aleph Gamel Ain (a kollégiumi női csoport) pedig az anyák napi rendezvényekért felel.

## Hallgatói missziók
1960 óta az egyetem hallgatói külföldön is végeznek misszionáriusi tevékenységet. Több mikronéziai adventista iskola személyzete is misszionáriusokból áll.

## Sport
A Cascade Collegiate Conference tagjaként a National Association of Intercollegiate Athleticsben részt vevő Walla Walla Wolvesnak kosárlabda-, labdarúgó-, röplabda- és atlétikai csapatai is vannak. Korábban Wolfpack néven hokiklubjuk is volt.

## Nevezetes személyek
- Alden Thompson, teológus[23]
- Andrew Nelson, lexikográfus[24]
- Charles Scriven, teológus[25]
- David Wagner, teniszező[26]
- Del Shankel, biológus[27]
- Diane Tebelius, ügyvéd, politikus[28]
- Forrest Preston, üzletember[29]
- Howard Gimbel, szemész[30]
- Jeri Ellsworth, integráltáramkör-fejlesztő[31]
- Michael Cruz, orvos, politikus[32]
- Monty Buell, a Történelmi és Pszichológiai Tanszék korábbi vezetője[33]
- Pamela Cecile Rasmussen, ornitológus[34]
- Peter Adkison, játéktervező[35]
- Siegfried Horn, régész[36]
- Willa Sandmeyer, újságíró[37]
- William J. Fritz, geológus[38]

## Fordítás
- Ez a szócikk részben vagy egészben  a   Walla Walla University című angol Wikipédia-szócikk ezen változatának fordításán alapul.  Az eredeti cikk szerkesztőit annak laptörténete sorolja fel. Ez a jelzés csupán a megfogalmazás eredetét és a szerzői jogokat jelzi, nem szolgál a cikkben szereplő információk forrásmegjelöléseként.